# Terence Tao
Pour les articles homonymes, voir Tao (homonymie).
Compléments
Membre de la Royal Society (2007)
Membre de l'American Academy of Arts and Sciences (2009)
Terence Tao (sinogrammes traditionnels : 陶哲軒, sinogrammes simplifiés : 陶哲轩), né le 17 juillet 1975 à Adélaïde (Australie), est un mathématicien australien. Titulaire de nombreuses distinctions mathématiques parmi lesquelles la médaille Fields, il travaille principalement dans les domaines de l'analyse harmonique, des équations aux dérivées partielles, de la combinatoire, de la théorie analytique des nombres et de la théorie des représentations.
De 1992 à 1996, il est doctorant à l'université de Princeton sous la direction d'Elias Stein. Il est depuis professeur de mathématiques à l'université de Californie à Los Angeles (UCLA).
Il est considéré comme l’un des meilleurs mathématiciens de son temps,,,,,.

## Biographie

### Famille
Terence Chi-Shen Tao naît le 17 juillet 1975 à Adélaïde, en Australie. Ses parents sont d'origine cantonaise, immigrants australiens de première génération, venus de Hong Kong. Son père, William Randolph Tao (nom chinois 陶象國, pinyin Táo Xiàngguó), est pédiatre, et sa mère, diplômée de physique et de mathématiques, enseigne les mathématiques à Hong Kong.
En dehors de l'anglais, Terence Tao parle cantonais, mais ne l'écrit pas.
Il a deux frères : Nigel Tao, qui fait partie de l'équipe de Google Australie qui a créé Google Wave et Trevor Tao, diplômé en mathématiques et en musique. Tous deux ont représenté l'Australie aux Olympiades internationales de mathématiques.

### Enfance

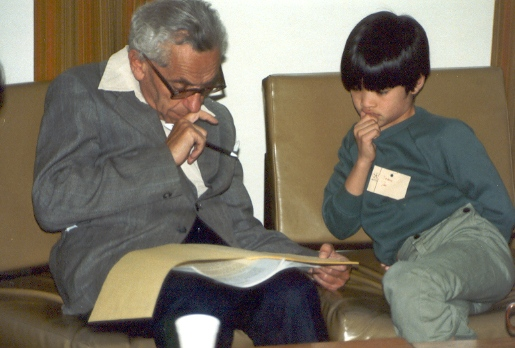
Terence Tao à 10 ans avec Paul Erdős en 1985 à Adélaïde.

Terence Tao est un enfant prodige. Son père dit à la presse qu'à l'âge de deux ans, durant une fête familiale, Tao tente d'expliquer à un autre enfant (âgé de 5 ans) des éléments d'écriture et d'arithmétique. Quand son père lui demande d'où il les connaît, il lui dit qu'il les a appris seul en regardant 1, rue Sésame.
Terence Tao montre des capacités mathématiques extraordinaires depuis son plus jeune âge, assistant par exemple à des cours de niveau universitaire dès neuf ans. Il est l'un des deux seuls enfants dans l'histoire du programme d'étude de talents exceptionnels (en) de l'université Johns-Hopkins à avoir obtenu un score de 700 ou plus (760 dans son cas, sur 800 possible) dans la section mathématique du SAT (test d'aptitudes d'entrée au college, normalement passé vers 18 ans) alors qu'il a tout juste huit ans et dix mois. En 1986, 1987, et 1988, Terence Tao est le plus jeune participant à ce jour aux Olympiades internationales de mathématiques (il est âgé de dix ans à sa première participation), concourant pour l'Australie et gagnant respectivement les médailles de bronze, argent et or ; il gagne une médaille d'or à 13 ans, performance qui n'a jamais été égalée par la suite.

### Études universitaires
À 17 ans, Terence Tao reçoit son master de l'université Flinders en Australie (études menées sous la direction de Garth Gaudry) et remporte une bourse Fulbright pour poursuivre des études de 3e cycle aux États-Unis, ce qu'il fait entre 1992 et 1996 à l'université de Princeton sous la direction d'Elias Stein, recevant son Ph.D. à 20 ans.

### Carrière professionnelle et vie privée
En 1996, à 21 ans, Terence Tao est promu professeur à l'UCLA et reste le plus jeune enseignant jamais promu à ce rang par cette institution. Il a depuis reçu de nombreux prix, dont la médaille Fields en 2006. Il soutient activement le projet Polymath depuis 2009.
Terence Tao vit à Los Angeles avec son épouse Laura, ingénieure au Jet Propulsion Laboratory et leurs deux enfants (William, né en 2004, et Madeleine, née en 2012).

## Travaux
Terence Tao est reconnu pour ses travaux en analyse harmonique, en combinatoire, en théorie des nombres, en théorie des représentations, et sur les équations aux dérivées partielles et est souvent décrit comme un génie des mathématiques par ses pairs ; ainsi, Timothy Gowers écrit que « les connaissances mathématiques de Tao combinent de façon extraordinaire la variété et la profondeur : il peut écrire avec confiance et autorité sur des sujets aussi divers que les équations aux dérivées partielles, la théorie analytique des nombres, la géométrie des 3-variétés, l'analyse non standard, la théorie des groupes, la théorie des modèles, la mécanique quantique, les probabilités, la théorie ergodique, la combinatoire, l'analyse harmonique, le traitement d'images, l'analyse fonctionnelle et bien d'autres. Il a apporté à certains de ces sujets des contributions fondamentales et il semble maîtriser les autres au niveau intuitif profond de l'expert, bien qu'il ne travaille pas officiellement sur eux. Comment il y parvient, ainsi que d'écrire des articles et des livres à un rythme phénoménal, est un mystère total. », et il conclut en affirmant qu' « il a été dit que David Hilbert était la dernière personne à connaître toutes les mathématiques, mais il n'est pas facile de trouver des lacunes dans les connaissances de Tao, et quand cela arrive, on découvre souvent qu'il les a comblées dès l'année suivante. ».

### Conjecture de saturation
En 1999, Allen Knutson (en) et Terence Tao prépublient une preuve de la conjecture de saturation, qui concerne les coefficients de Littlewood-Richardson en théorie des représentations. Une conséquence spectaculaire est la preuve d'une conjecture de 1962 d'Alfred Horn concernant les valeurs propres de la somme de deux matrices hermitiennes. Ils publient en 2001 et sont récompensés en 2005 par un prix Conant.

### Conjecture de Kakeya
En 2002, Terence Tao travaille sur la conjecture de Kakeya et les wave maps (en), améliorant (en collaboration avec Katz) certaines bornes liées à la conjecture.

### Théorème de Green et Tao
Ben Green et Terence Tao démontrent ce qui est désormais connu sous le nom de théorème de Green-Tao (prépublié en 2004 et publié en 2008). Ce théorème établit qu'il existe des progressions arithmétiques de nombres premiers arbitrairement longues.

### Acquisition comprimée
Vers 2004, Emmanuel Candès, Terence Tao et David Donoho découvrent des résultats importants sur le nombre minimum de données nécessaires à la reconstruction d'une image, montrant qu'il est plus petit que le nombre minimum déterminé par le critère de Nyquist-Shannon.

### Conjecture de discrépance d'Erdős
S'appuyant sur des résultats partiels obtenus par le cinquième projet Polymath, Terence Tao annonce en septembre 2015 une preuve de la conjecture de discrépance d'Erdős (en), utilisant en particulier pour la première fois des calculs d'entropie en théorie analytique des nombres,. Plus que pour l'importance de la conjecture elle-même, ce résultat a été salué pour la manière innovante dont il a été obtenu, en rendant le problème « de plus en plus mou en le formulant différemment » et en puisant dans différents domaines des mathématiques, dont les probabilités. Il a notamment combiné une découverte récente de Kaisa Matomäki et Maksym Radziwiłł (Multiplicative functions in short intervals) avec les résultats incomplets de travaux collaboratifs obtenus par le projet Polymath.

### Constante de De Bruijn–Newman
En janvier 2018, Brad Rodgers et Terence Tao publient une démonstration de ce que la constante de De Bruijn-Newman est positive ou nulle, un résultat lié à l'hypothèse de Riemann.

### Conjecture de Syracuse
En 2019, il démontre (rigoureusement, par un argument probabiliste) que presque toutes les suites de Syracuse sont bornées par toute fonction qui diverge vers l'infini,. En rendant compte de cet article, Quanta Magazine estime que « Tao a obtenu l'un des résultats les plus significatifs sur la conjecture de Syracuse depuis des décennies ».

### Conjecture de Sendov
En 2020, Terence Tao démontre la conjecture de Sendov pour des polynômes de degré assez grand.

## Récompenses et distinctions
En 1986, 1987 et 1988, Terence Tao remporte les médailles de bronze, argent, puis or aux Olympiades internationales de mathématiques. En 1999, il bénéficie d'une bourse de la Fondation David-et-Lucile-Packard.
Il reçoit le prix Salem en 2000, le prix Bôcher en 2002 (conjointement avec Daniel Tătaru et Lin Fanghua), et un Clay Research Award en 2003, pour ses contributions en analyse dont ses travaux sur les « wave maps ». En 2005, c'est le prix Levi-Conant (conjointement avec Allen Knutson),.
En 2006, il se voit décerner la médaille Fields, et la même année, un prix MacArthur.
En 2007, il est élu membre de la Royal Society, en 2008, il devient associé étranger de l’Académie nationale des sciences et en 2009, il est élu membre de l'Académie américaine des arts et des sciences.
Le 11 janvier 2010, la fondation du roi Fayçal (en) annonce que Tao est le covainqueur (avec Enrico Bombieri) du prix international du roi Fayçal dans le domaine des sciences pour ses travaux mathématiques. Il reçoit également en 2010 le prix Nemmers en mathématiques.
Le prix Crafoord lui est décerné en 2012 et il fait partie des cinq lauréats de la première édition du Breakthrough Prize in Mathematics,, en 2015.
En 2019, il est le premier lauréat du prix Riemann (en), pour l'ensemble de ses accomplissements.
En 2020, il reçoit le prix Princesse des Asturies (catégorie Recherche scientifique et technique) conjointement avec Yves Meyer, Ingrid Daubechies et Emmanuel Candès.
En 2023, il se voit décerner la grande médaille de l’Académie des sciences.
En 2023, il reçoit également le prix Alexanderson (en) pour des travaux sur les fonctions multiplicatives bornées.

## Publications
- Solving Mathematical Problems: A Personal Perspective, Oxford University Press, 2006  (ISBN 9780199205608)
- Analysis, vol. I et II, Hindustan Book Agency, 2006
- Additive Combinatorics, en collaboration avec Van H. Vu Cambridge University Press, 2006,  (ISBN 9780521853866)
- Nonlinear Dispersive Equations, CBMS, 2006

Les ouvrages suivants sont tirés de son blog mathématique :
- Structure and Randomness : pages from year one of a mathematical blog, AMS, 2008  (ISBN 9780821846957)
- Poincaré's legacies : pages from year two of a mathematical blog, AMS, 2009, vol. I  (ISBN 9780821848838) et vol. II  (ISBN 9780821848852)
- An Epsilon of Room, I: Real Analysis: pages from year three of a mathematical blog, American Mathematical Society, 2011 (lire en ligne)
- An Epsilon of Room, II: pages from year three of a mathematical blog, American Mathematical Society, 2011 (lire en ligne)
- An Introduction to Measure Theory. American Mathematical Society, 2011, (lire en ligne)
- Topics in Random Matrix Theory, American Mathematical Society, 2012 (lire en ligne)
- Higher-order Fourier Analysis, American Mathematical Society, 2012 (lire en ligne)
- Compactness and Contradiction, American Mathematical Society, 2013 (lire en ligne)
- Hilbert's Fifth Problem and Related Topics, American Mathematical Society, 2014 (lire en ligne)
- Expansion in Finite Simple Groups of Lie Type, American Mathematical Society, 2015 (lire en ligne)
- Spending Symmetry, American Mathematical Society, 2017 (lire en ligne)

#### Bases de données et dictionnaires
- (en) Site officiel
- Ressources relatives à la recherche :   - Digital Bibliography & Library Project
  - Dimensions
  - Google Scholar
  - INSPIRE-HEP
  - Mathematics Genealogy Project
  - ORCID
  - ResearchGate
  - Royal Society
  - Scopus
- Notices dans des dictionnaires ou encyclopédies généralistes :   - Britannica
  - Brockhaus
  - Enciclopedia De Agostini
  - Hrvatska Enciklopedija
  - Nationalencyklopedin
  - Munzinger
  - Universalis
- Notices d'autorité :   - VIAF
  - ISNI
  - BnF (données)
  - IdRef
  - LCCN
  - GND
  - Japon
  - CiNii
  - Pays-Bas
  - Pologne
  - Israël
  - NUKAT
  - Catalogne
  - Australie
  - Norvège
  - Tchéquie
  - Portugal
  - Lettonie
  - WorldCat